# Ephemerella unicornis
Ephemerella unicornis är en dagsländeart som beskrevs av James George Needham 1905. Ephemerella unicornis ingår i släktet Ephemerella och familjen mossdagsländor. Inga underarter finns listade i Catalogue of Life.